# Echinomuricea reticulata
Echinomuricea reticulata is een zachte koraalsoort uit de familie Plexauridae. De koraalsoort komt uit het geslacht Echinomuricea. Echinomuricea reticulata werd in 1909 voor het eerst wetenschappelijk beschreven door Thomson & Simpson. 